# Dr. Aletta Jacobs College
Het dr. Aletta Jacobs College is een openbare school voor voortgezet onderwijs in de gemeente Midden-Groningen. 
De school biedt alle vormen van voortgezet onderwijs, van praktijk tot en met gymnasium. 
Alle opleidingen bevinden zich in een tweetal gebouwen aan de Laan van de Sport in het centrum van Hoogezand.

## Geschiedenis en naamgeving
De school is in 1868 opgericht als Rijks Hoogere Burgerschool in Sappemeer. In 1949 werd de school de dr. Aletta Jacobsschool genoemd, naar een beroemde oud-leerlinge. De uit Sappemeer afkomstige Aletta Jacobs was in 1870 de eerste Nederlandse vrouw die als toehoorster officieel werd toegelaten aan een hbs.
In 1953 kreeg de school de naam dr. Aletta Jacobslyceum. Na de fusie met een tweetal andere scholen (waaronder de Professor van der Leeuw ulo) in 1968 kreeg de school de naam dr. Aletta Jacobs Scholengemeenschap. Later volgde er een fusie met de Scholengemeenschap voor Beroepsonderwijs Hoogezand-Sappemeer (SBHS). In de jaren negentig kreeg de school haar huidige naam.
Onder rechtsvoorgangers van het dr. Aletta Jacobs College (1995-heden) worden de volgende scholen openbaar voortgezet onderwijs verstaan:
- Rijks HBS Sappemeer (1868-1951)
- Gemeentelijke HBS Hoogezand (1938-1953)
- Dr. Aletta Jacobsschool (1951-1953)
- Dr. Aletta Jacobs Lyceum in Sappemeer (1953-1968)
- (M)ULO-scholen (o.a. ULO dr. D. Bosschool, ULO prof. dr. G. van der Leeuwschool, MULO Kleinemeer, Schimmelpennincklaan en Hoofdstraat)
- Dr. Aletta Jacobsscholengemeenschap (1968-1995)
- dr. Aletta Jacobs College (1995-heden)
- Ambachtsschool, huishoud- en industrieschool, technische school
- SBHS - Scholengemeenschap voor Beroepsonderwijs Hoogezand-Sappemeer.
- In de jaren ‘70 vier gebouwen: de Prof. Ir. H. De Langeschool (technische afdeling en LEAO), de G. Boerschool (huishoudschool en land- en tuinbouwafdeling), de Prof. Huizingaschool en de Dr. D. Bosschool (beide gebouwen onderbouw beroepsonderwijs).
- Voortgezet speciaal onderwijs - VSO-MLK en VSO-LOM: Prof. R. Casimirschool, dr. Koppiusschool en Om de Noord.

## Bekende (oud-)leerlingen en leraren

### Leerlingen
- Eduard Jacobs, Nederlands eerste Joodse burgemeester (vanaf 1893) van eerst Lonneker en later Stad Almelo (1855-1921)
- Rento Hofstede Crull, ingenieur en elektriciteitspionier (1863-1938);
- Kornelis ter Laan,  onderwijzer, taalkundige, politicus en burgemeester van Zaandam (1871-1963);
- Aletta Jacobs, Nederlands eerste vrouwelijke arts (1879), suffragette, voorzitter van de VvVK, feministe en pacifiste (1854-1929);
- Charlotte Jacobs, feministe en eerste vrouwelijke apotheker (1881) in Nederland en Nederlands-Indië (1847-1916);
- Lambertus de Langen, Nederlands ingenieur en hoogleraar (1900-1993);
- Egbert Mulder (1946), voetbalscheidsrechter
- Ing Yoe Tan (1948-2020), politica
- Johan Remkes, bestuurder en politicus (1951).[2]
- Gerard Beukema, politicus en waarnemend burgemeester van Delfzijl (1952);[3]
- Wierd Duk, historicus en auteur (1959);
- Auke Hulst, schrijver en muzikant (1975);
- Denise Speelman, model en schoonheidskoningin, Miss Nederland 2020 (1997).

### Leraren
- Driek van Wissen, dichter, docent Nederlands en later Dichter des Vaderlands (Nederland) (1943-2010)